# جوزيف غيليسبي
جوزيف غيليسبي (بالإنجليزية: Joseph Gillespie)‏ (و. 1809 – 1885 م) هو سياسي من الولايات المتحدة الأمريكية .